# Glen Campbell
Glen Travis Campbell (Billstown, Pike County, Arkansas, 22 april 1936 – Nashville, Tennessee, 8 augustus 2017) was een Amerikaans countryzanger en gitarist.

## Leven en werk
Glen Campbell was nummer zeven van twaalf kinderen in een arme boerenfamilie in Billstown nabij Delight in Arkansas. Op zijn vierde gaf zijn vader hem een gitaar, zijn oom Boo bracht hem de eerste kneepjes bij.  Toen hij zes was trad hij op voor lokale radiostations.  De techniek leerde hij zichzelf; zijn meest bewonderde voorbeeld was Django Reinhardt. Op zijn veertiende ging hij van school. Hij werkte enige tijd bij een benzinestation, maar de muziek trok meer en hij trad op waar het maar kon. In 1954, het jaar waarin hij als 17-jarige het eerste van zijn vier huwelijken sloot, verhuisde hij naar Albuquerque in New Mexico en werd lid van de band van zijn oom: Dick Bills and the Sandia Mountain Boys. Vier jaar later richtte hij zijn eigen groep op, de Western Wranglers.
Na zijn verhuizing naar Los Angeles in 1960 verwierf hij een grote reputatie als sessiemuzikant en maakte deel uit van de fameuze 'Wrecking Crew' die gedurende decennia verantwoordelijk waren voor de instrumentale invulling van een eindeloze reeks wereldhits van diverse artiesten. Naast gitarist Campbell behoorden ook drummer Hal Blaine en pianist Leon Russell tot deze groep. Ze zijn te horen op albums van onder anderen Bobby Darin, Ricky Nelson, The Monkees (onder meer in I'm a Believer), Elvis Presley, Frank Sinatra, Dean Martin, The Righteous Brothers (in You've Lost That Lovin' Feelin') en The Mamas and the Papas. Ze vervingen bijvoorbeeld The Beach Boys instrumentaal, onder meer op hun single Good Vibrations. Ook maakte Campbell als zanger deel uit van The Beach Boys toen Brian Wilson zich van het podium had teruggetrokken, tijdens de tournee van 1964 en de opnames van hun album Pet Sounds.
Campbell was in de jaren zestig en zeventig een van de populairste Amerikaanse zangers, met liedjes als Wichita lineman, Galveston en By the time I get to Phoenix, die door Jimmy Webb geschreven waren. Hij schreef geschiedenis door in 1967 in twee categorieën een Grammy Award te winnen, zowel voor beste country-single (met het nummer Gentle on my mind) als voor beste popsingle (met By the time I get to Phoenix). In totaal ontving hij tien Grammy's, was hij voor elf genomineerd en kreeg hij ook tien Academy of Country Music Awards.
In 1968 nam hij met Bobbie Gentry het album Bobbie Gentry and Glen Campbell op. Er werden ook drie singles van dit duo uitgebracht. Een van zijn grootste hits, ook in Nederland en België, was in 1975 zijn coverversie van Rhinestone cowboy van Larry Weiss, waarmee hij 23 weken in de Billboard Hot 100 stond, twee weken op de eerste plaats en negen weken in de top 10.
Hij was ook acteur. Zo was hij in 1969 te zien als de Texas Ranger (politieman) La Boeuf naast John Wayne in de speelfilm True Grit van Henry Hathaway. Hij zong ook de titelsong, die genomineerd werd voor een Oscar.
Hoewel countrymuziek in populariteit regelmatig werd overvleugeld door popmuziek, soul en rock, wist Campbell zich met zijn heldere, herkenbare stemgeluid door de jaren heen goed staande te houden als artiest. In 2005 werd hij opgenomen in de Country Music Hall of Fame. Eind 2010 werd de ziekte van Alzheimer bij hem vastgesteld. Hij ging in juni 2011 op een afscheidstournee die tot 2013 duurde. James Keach maakte in 2014 de documentaire Glen Campbell: I'll Be Me, waarin te zien is hoe Campbell ondanks zijn toenemend geheugenverlies blijft optreden voor een dankbaar publiek. Hijzelf en de producer van de film, zijn vriend de songwriter Julian Raymond, kregen een Grammy en een Oscarnominatie voor het themalied I'm Not Gonna Miss You. Campbell overleed drie jaar later op 81-jarige leeftijd. Hij werd begraven in een privé-begraafplaats met de naam "Campbell's Cemetery" in zijn geboorteplaats Billstown.

## Privé

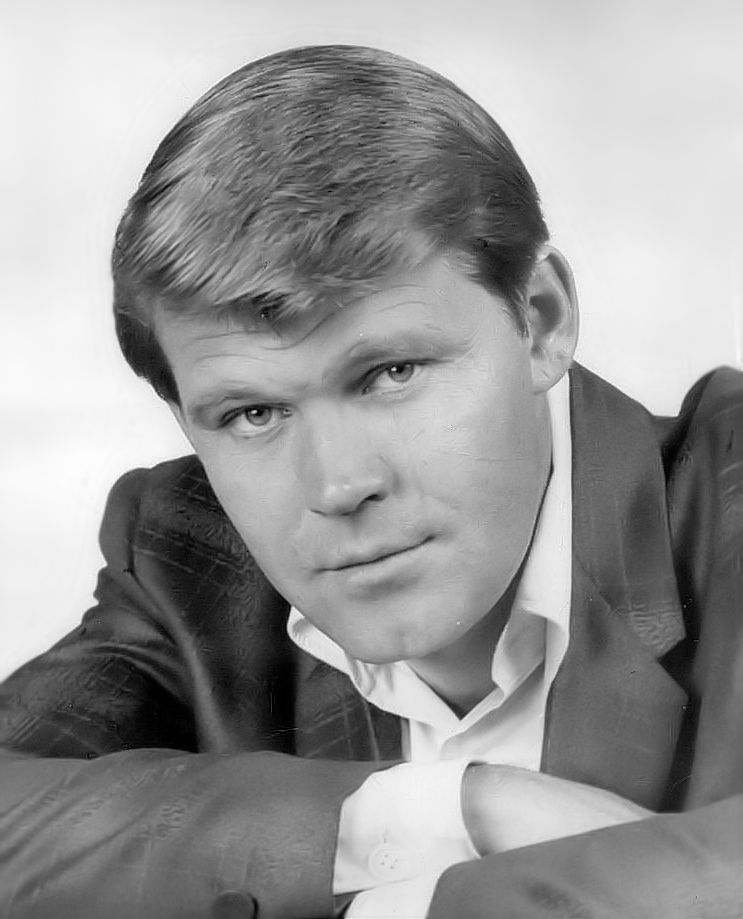
Promotiefoto uit 1967 van Glen Campbell

Campbell was vier keer getrouwd en had vijf zoons en drie dochters, geboren tussen 1956 en 1986. Hij had eind jaren zeventig ook een spraakmakende relatie met countryzangeres Tanya Tucker, met wie hij onder meer het nummer Dream lover opnam. Met zijn vierde echtgenote Kimberly Diane  Woollen (Kim) was hij getrouwd van 1982 tot zijn dood. De twee zoons en de dochter die zij samen hadden, maakten vanaf 2010 deel uit van zijn begeleidingsgroep.
In de eerste helft van de jaren tachtig had Campbell te kampen met drugsproblemen en alcoholisme. In 2003 bracht hij tien dagen in de cel door wegens rijden onder invloed en doorrijden na een ongeval.

## Discografie

### Albums
- 1962  · Big Bluegrass Special
- 1963  · Swingin' 12 String Guitar
- 1963  · Too Late to Worry, Too Blue To Cry
- 1964  · The Astounding 12-String Guitar
- 1964  · The Big Bad Rock Guitar of Glen Campbell
- 1966  · Mr. 12 String Guitar
- 1967  · Burning Bridges
- 1967  · Gentle on My Mind
- 1968  · A New Place in the Sun
- 1968  · By the Time I Get to Phoenix with special guest Sean Fiola
- 1968  · Country Soul
- 1968  · Hey Little One
- 1968  · Wichita Lineman with special guest Joe DeVito
- 1969  · Country Music Star No. 1
- 1969  · Galveston
- 1969  · Glen Campbell: Live
- 1969  · True Grit
- 1969  · Where's the Playground Susie
- 1970  · Norwood
- 1970  · Oh Happy Day
- 1970  · The Glen Campbell Goodtime Album
- 1970  · Try a Little Kindness
- 1971  · Christmas with Glen Campbell
- 1971  · Satisfied Mind
- 1971  · The Last Time I Saw Her
- 1972  · Glen Travis Campbell
- 1973  · Glen Campbell
- 1973  · I Knew Jesus (Before He Was a Star)
- 1973  · I Remember Hank Williams
- 1974  · Houston (I'm Comin' to See You)
- 1974  · Reunion: The Songs Of Jimmy Webb
- 1975  · Arkansas
- 1975  · I'll Paint You a Song
- 1975  · Live in Japan
- 1975  · Rhinestone Cowboy
- 1976  · Bloodline
- 1977  · Southern Nights
- 1978  · Basic
- 1978  · Live at the Royal Festival Hall
- 1979  · Highwayman
- 1980  · Something 'Bout You Baby I Like
- 1981  · It's the World Gone Crazy
- 1983  · Old Home Town
- 1984  · Letter to Home
- 1986  · It's Just a Matter of Time
- 1988  · Still Within the Sound of My Voice
- 1988  · Country Boy
- 1988  · I Guess I Just Missed You
- 1988  · Light Years
- 1988  · No More Night
- 1988  · Unconditional Love
- 1990  · Walkin' in the Sun
- 1990  · Limited Collector's Edition
- 1991  · Merry Christmas
- 1991  · Show Me Your Way
- 1992  · Favorite Hymns
- 1992  · Rock-A-Doodle Soundtrack
- 1992  · Christmas with Glen Campbell
- 1992  · The World of Glen Campbell/ Live
- 1992  · Wings of Victory
- 1993  · Live in London
- 1993  · Somebody Like That
- 1994  · The Boy in Me
- 1994  · Glen Campbell
- 1997  · That Christmas Feeling
- 1997  · The Glen Campbell Collection
- 1998  · Branson City Limits
- 1998  · Home for the Holidays
- 1999  · In Concert
- 1999  · A Glen Campbell Christmas
- 2001  · Glen Campbell in Concert
- 2003  · That Christmas Feeling
- 2008  · Meet Glen Campbell
- 2011  · Ghost on the Canvas
- 2013  · See You There
- 2017  · Adios

### NPO Radio 2 Top 2000
| Nummers met noteringen in de NPO Radio 2 Top 2000 | '99  | '00  | '01  |
| ------------------------------------------------- | ---- | ---- | ---- |
| Rhinestone cowboy                                 | 1783 | -    | -    |
| Wichita lineman                                   | -    | 1754 | 1951 |

1. ↑  Een '-' betekent dat het nummer niet was genoteerd en een vetgedrukt getal geeft de hoogste notering van een nummer aan.
2. ↑  Deze tabel is bijgewerkt tot en met de laatste editie (2024).